# Retreat (Texas)
Retreat es un pueblo ubicado en el condado de Navarro en el estado estadounidense de Texas. En el censo de 2010 tenía una población de 377 habitantes y una densidad poblacional de 29,27 personas por km².

## Geografía
Retreat se encuentra ubicado en las coordenadas 32°2′54″N 96°28′37″O / 32.04833, -96.47694. Según la Oficina del Censo de los Estados Unidos, Retreat tiene una superficie total de 12.88 km², de la cual 12.82 km² corresponden a tierra firme y (0.5%) 0.06 km² es agua.

## Demografía
Según el censo de 2010, había 377 personas residiendo en Retreat. La densidad de población era de 29,27 hab./km². De los 377 habitantes, Retreat estaba compuesto por el 83.29% blancos, el 4.24% eran afroamericanos, el 0% eran amerindios, el 0% eran asiáticos, el 2.65% eran isleños del Pacífico, el 7.69% eran de otras razas y el 2.12% pertenecían a dos o más razas. Del total de la población el 17.51% eran hispanos o latinos de cualquier raza.